# Nørre Snedes biografer
Nørre Snedes biografer startede, da hotelejer Jens Petersen 17. februar 1927 åbnede den første faste biograf i Nørre Snede i hotellets sal. Han drev den indtil 1952, hvor han efter uregelmæssigheder med afregningen af forlystelsesafgiften måtte afhænde den til Gunnar Obel. Gunnar Obel fik i 1956 bevillingen til Kinopalæet i Nykøbing Mors, hvor han senere oprettede filmudlejnings-og filmproduktionsselskabet Obel Film.
30. juni 1956 blev Bio overtaget af rejsebiografejer Kampmann Bruun fra Herning. Han begyndte i 1958 at bygge en ny moderne biograf, som stod færdig Kristi Himmelfartsdag 7. maj 1959. Den åbnede med Morten Korch-filmen Vagabonderne på Bakkegården, der var optaget i omegnen af Nørre Snede og derfor blev en kæmpesucces. De første fremvisningsmaskiner i den nye Bio var et par tyske Ernemann VII. Dem købte Kampmann Bruun hos B&O i Struer, og de havde være brugt til visning af Windjammer. De nye maskiner kunne vise CinemaScope-formatet og var med gammeldags kulbuelamper. Senere blev maskinerne udskiftet med nyere Ernemann X med xenonlamper. Efter Kampmann Bruuns død overtog sønnen Kim Ratza Bruun biografen pr. 1. januar 1972 og drev den indtil lukningen 19. november 1984. Ved lukningen havde Bio 242 pladser mod oprindeligt 172.
Familien Bruuns virke med biografdrift går helt tilbage til 1895. Ditlev Henrik Bruun, som var af gammel cirkus- og artistslægt, begyndte med fremvisning af lysbilleder, som i begyndelsen af 1900-tallet gik over til levende billeder. Ifølge Ditlev Bruuns gamle rejsebog gæstede han første gang Nørre Snede i 1903 og igen i 1907 og 1909 med levende billeder. Forevisningerne fandt sted i byens gamle forsamlingshus. Hvilke fremvisningsmaskiner han benyttede i starten vides ikke, men i 1928 købte han hos Dansk Kinomatograf Fabrik i København ”en prima Pathe maskine hvor malteserkorset løber i oliekapsel. Prisen er kr. 325,00 inkl. oprullerarme og 2 spoler og i bytte tager vi Deres to gamle maskiner til kr. 100,00 for dem begge” som det fremgår af fabrikkens tilbud af 17. januar 1928. Linserne fra omtalte Pathe maskine forefindes stadig og er i sønnesønnen Kim Ratza Bruuns eje.
I 1945 startede Kampmann Bruun selvstændig rejsebiografdrift i Jylland efter i en årrække at have været ansat hos sin storebror, Ferdinand Bruun, der allerede ved Ditlev Bruuns død i 1932 var fortsat i faderens fodspor.
Rejsebiografen kaldtes i starten "Vestjydsk Rejsebio", men ved overtagelsen af Nørre Snede Bio i 1956 blev den omdøbt til "Nørre Snede Rejsebio".
Det var på grund af krigen svært at skaffe en god og driftssikker filmfremviser, men ad omveje fik Kampmann Bruun opsnuset, at den tyske værnemagt havde efterladt en transportabel Bauer Sonolux II på rådhuset i Skanderborg. Han indgik en handel med borgmesteren og erhvervede filmfremviseren for kr. 17.500 – en formidabel sum på den tid.
Kim Ratza Bruun overtog i 1964 rejsebiografen og drev den til 1983. Han har i dag hele fremvisningsapparatet opbevaret.
Ejere af Nørre-Snede Bio:
- 1927-1952 Jens Petersen
- 1952-1956 Gunnar Obel
- 1956-1972 Kampmann Bruun
- 1972-1984 Kim Ratza Bruun

Ejere af rejsebiografen:
- 1895–1932 Ditlev Henrik Bruun
- 1945-1964 Kampmann Bruun
- 1964-1983 Kim Ratza Bruun